# Monti Solvay
I monti Solvay sono una catena montuosa situata sull'isola Brabant, una delle isole dell'arcipelago Palmer, al largo della costa nord-occidentale della Terra di Graham, in Antartide. La catena è orientata in direzione est-nordest/ovest-sudovest, raggiungendo una lunghezza di 25 km e una larghezza di 10 ed estendendosi da punta Humann, a ovest, a punta d'Ursel, a est. Dai versanti dei monti Solvay, il cui punto più alto è costituito dalla vetta del monte Cook, che arriva a 1590 m s.l.m., e che sono separate dai monti Stribog, a nord, dal passo Aluzore, discendono diversi ghiacciai, come il Rush, il Jenner e il Koch.

## Storia
Scoperta durante la spedizione belga in Antartide effettuata fra il 1897 ed il 1899 al comando di Adrien de Gerlache, la catena dei monti Solvay fu così battezzata dallo stesso Gerlache in onore di Ernest-John Solvay, il nipote di Ernest Solvay, che fu tra i principali finanziatori della spedizione, nato pochi anni prima. Inizialmente tale nome era riferito a tutte le catene montuose che percorrono l'intera isola Brabant ma in seguito si è deciso di identificare con esso solo la principale catena montuosa della parte meridionale dell'isola, ribattezzando la catena più a nord come "monti Stribog".